# مانستر بورج
مانستر بورج (انگلیسی: Monster Beverage) شرکت صنایع غذایی آمریکایی است، که در سال ۱۹۳۵ تأسیس شد.